# 2. deild Wysp Owczych (1994)
W roku 1994 odbyła się 51. edycja 2. deild Wysp Owczych – drugiej ligi piłki nożnej Wysp Owczych. W rozgrywkach brało udział 10 klubów z całego archipelagu. Kluby z pierwszego i drugiego miejsca awansowały do 1. deild. W sezonie 1994 były to: VB Vágur oraz FS Vágar. Dwa kluby z ostatnich miejsc spadały do 3. deild, a w roku 1994 były to: NSÍ II Runavík oraz B68 II Toftir.

## Uczestnicy
| Uczestnicy 2. deild Wysp Owczych 1993                                                                         | Uczestnicy 2. deild Wysp Owczych 1993 | Uczestnicy 2. deild Wysp Owczych 1993 | Uczestnicy 2. deild Wysp Owczych 1993 |
| --- | ------------------------------------- | ------------------------------------- | ------------------------------------- |
| SÍS | SÍ Sumba                              | 3                                     |                                       |
| B68 II | B68 II Toftir                         | 4                                     |                                       |
| SÍ | SÍ Sørvágur                           | 5                                     |                                       |
| KÍII | KÍ II Klaksvík                        | 7                                     |                                       |
| Royn | Royn Hvalba                           | 9                                     |                                       |
| Nowi uczestnicy                                                                                               |                                       |                                       |                                       |
| FSV | FS Vágar                              |                                       |                                       |
| Spadek z 1. deild Wysp Owczych 1993                                                                           |                                       |                                       |                                       |
| LÍF | LÍF Leirvík                           | 9                                     |                                       |
| VB | VB Vágur                              | 10                                    |                                       |
| Awans z 3. deild Wysp Owczych 1993                                                                            |                                       |                                       |                                       |
| HBII | HB II Tórshavn                        | 1                                     |                                       |
| NSÍII | NSÍ II Runavík                        | 2                                     |                                       |
| Oznaczenia: - kolumna pierwsza – skróty nazw drużyn, - kolumna trzecia – miejsce zajęte w poprzednim sezonie. |                                       |                                       |                                       |

## Tabela ligowa
| Lp. | Drużyna            | M  | Z  | R | P  | Bramki | Bramki | Różn. | Pkt | Uwagi              |
| --- | ------------------ | -- | -- | - | -- | ------ | ------ | ----- | --- | ------------------ |
| 1   | VB Vágur (M) (A)   | 18 | 14 | 3 | 1  | 57     | 12     | +45   | 31  | Awans do 1. deild  |
| 2   | FS Vágar (A)       | 18 | 12 | 3 | 3  | 53     | 15     | +38   | 27  | Awans do 1. deild  |
| 3   | LÍF Leirvík        | 18 | 13 | 1 | 4  | 54     | 31     | +23   | 27  |                    |
| 4   | HB II Tórshavn     | 18 | 9  | 1 | 8  | 48     | 51     | −3    | 19  |                    |
| 5   | SÍ Sumba           | 18 | 7  | 4 | 7  | 20     | 26     | −6    | 18  |                    |
| 6   | Royn Hvalba        | 18 | 5  | 6 | 7  | 31     | 30     | +1    | 16  |                    |
| 7   | SÍ Sørvágur        | 18 | 5  | 3 | 10 | 34     | 38     | −4    | 13  |                    |
| 8   | KÍ II Klaksvík     | 18 | 3  | 5 | 10 | 28     | 39     | −11   | 11  |                    |
| 9   | NSÍ II Runavík (S) | 18 | 5  | 1 | 12 | 26     | 71     | −45   | 11  | Spadek do 3. deild |
| 10  | B68 II Toftir (S)  | 18 | 3  | 1 | 14 | 18     | 56     | −38   | 7   | Spadek do 3. deild |